# 科德尼亞
50°5′14″N 28°41′40″E / 50.08722°N 28.69444°E
科德尼亞（烏克蘭語：Кодня），是烏克蘭北部的村莊，隸屬日托米爾州的日托米爾區。該村始建於1301年，面積2.08平方公里，海拔高度228米，2001年人口2,127，人口密度每平方公里1,020.63人。